# Pălmuire

Bărbați pălmuiți

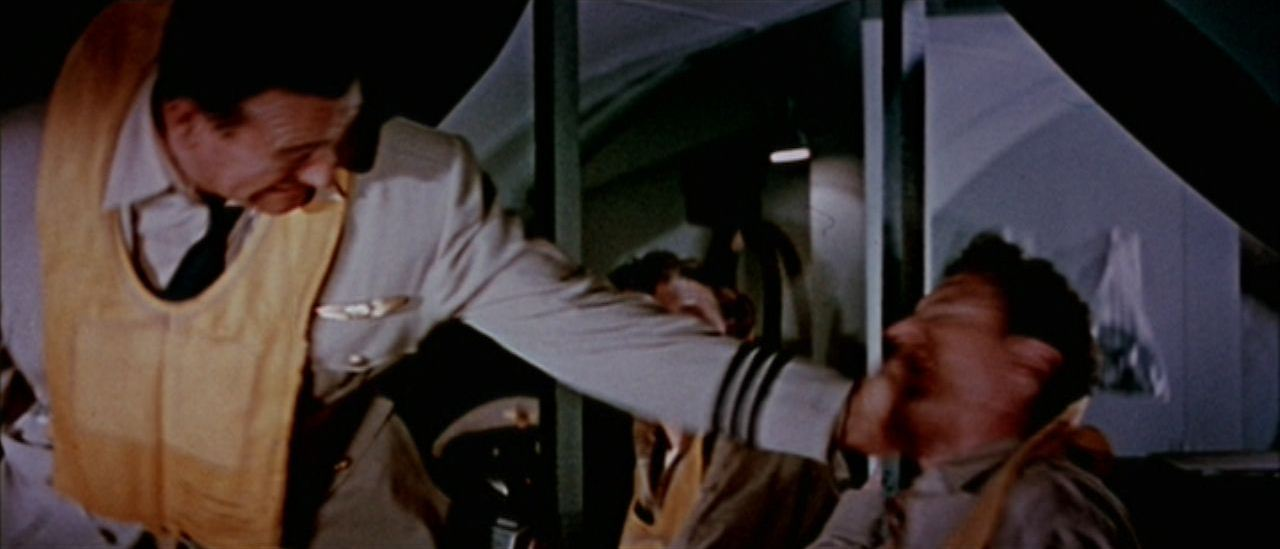
John Wayne pălmuindu-l pe Robert Stack în filmul The High and the Mighty (1954).

Pălmuirea se referă la lovirea unei persoane cu palma deschisă a mâinii.

## Utilizare și semnificație
Scopul unei pălmuiri este adesea umilirea unei persoane și nu rănirea ei. O „palmă peste față” este o expresie comună, datând de la sfârșitul anilor 1800, care înseamnă dojană, refuz sau insultă.
Cuvântul „palmă” este frecvent utilizat pentru a minimiza gradul de violență perceput al unui act, chiar dacă actul a fost deosebit de sever. O persoană poate lovi pe o alta peste față și să-l  (să o) rănească grav, dar gestul numit palmă poate părea mai puțin sever, deoarece pălmuirea este adesea considerată o violență minoră.
Pălmuirea poate fi, de asemenea, efectuată de către animale. Gorilele au fost reperate în sălbăticie pălmuindu-și puii.

## Aspecte culturale
Pălmuirea este văzută în mod diferit în diferite culturi. În Islanda, pălmuirea copiilor este considerată o formă extremă de abuz fizic, în timp ce în Marea Britanie este văzută ca abuzivă doar de unii părinți și chiar și atunci doar o formă moderată. Un studiu indian din 1998 a evidențiat un nivel ridicat de aprobare publică pentru soții care-și pălmuiesc soțiile, în special în rândul soților și indienilor din clasa de mijloc.
În unele culturi, atunci când fetele au menstruatie pentru prima dată, mamele lor le pălmuiesc adesea, o tradiție culturală considerat de unii a semnifica dificultățile vieții de femeie.